# Washington Open
Washington Open er en tennisturnering, som hvert år i starten af august bliver spillet på hardcourt-baner i William H.G. FitzGerald Tennis Center i Rock Creek Park i Washington D.C., USA. Washington Open er en del af ATP Tour i kategorien ATP Tour 500 og WTA Tour i kategorien WTA 500. Turneringen er endvidere en del af US Open Series, der samler en del af optaktsturenringerne til US Open. Fra 2012 blev turneringen markedsført under navnet Citi Open på grund af et navnesponorat fra banken Citi, og i 2023 blev titelsponsoratet udvidet til også at omfatte investeringfonden Mubadala, og samtidig ændredes navnet til Mubadala Citi DC Open.
I herresingle er Andre Agassi indehaver af rekorden for flest titler med 5 (1990–91, 1995, 1998–99) og flest finalepladser med 6 (tabt finale i 2000). Han deler endvidere rekorden for flest titler i træk (2) med Michael Chang (1996–97), Juan Martín del Potro (2008–09) og Alexander Zverev (2017–18). I damesingle er Magdaléna Rybáriková den eneste spiller med to titler (2012–13) og deler rekorden for flest finalepladser (2) med Anastasija Pavljutjenkova, der tabte finalen i både 2012 og 2015. I herredoublerækken deler Marty Riessen (1971–72, 1974, 1979) samt Bob og Mike Bryan (2005–07, 2015) rekorden for flest titler (4), men Bryan-brødrene er de eneste med tre titler i træk. Bryan-brødrene har også rekord for flest finalepladser (6, tabte finaler i 2001–02) sammen med Raúl Ramírez (vinder i 1976, 1981–82, tabende finalist i 1975, 1978–79). I damedouble er Shuko Aoyama (2012–14, 2017) den eneste spiller med fire titler, den eneste med tre titler i træk og den eneste med fem finalepladser (tabte finalen i 2016).

## Historie
Turneringen blev etableret i 1969 af Arthur Ashe sammen med Donald Dell og John A. Harris, og i perioden 1969-81 blev den spillet under navnet Washington Star International. Fra 1982 til 1992 var navnet Sovran Bank Classic, og i 1983 Newsweek Tennis Classic, hvorefter man gik over til Legg Mason Tennis Classic fra 1994 til 2011. Indtil 1986 blev kampene afviklet udendørs på grusbaner, men siden da er turneringen afviklet på hardcourt som optakt til US Open.
Kvindernes rækker blev spillet for første gang i 2011 i College Park, Maryland under navnet Citi Open, og fra sæsonen 2012 besluttede ATP Tour og WTA Tour at fusionere de to turenringer til et samlet stævne, hvilket medførte, at kvindernes kampe blev flyttet til William H.G. FitzGerald Tennis Center, og at Citi overtog navnesponsoratet fra Legg Mason. I 2023 blev kvinderækkerne i Silicon Valley Classic fusioneret ind i Washington Open, hvorved den opnåede WTA 500-status og dermed blev den første fælles turnering for mænd og kvinde med ATP 500 og WTA 500-status. Turneringen fik dog kritik for, at de ikke samtidig indførte ens præmiepenge for mænd og kvinder.
I 2015 droppede Washington Open sin deltagelse i US Open Series. Da ESPN overtog tv-rettighederne til US Open fra og med 2015, overtog stationen samtidig de eksklusive hjemlige tv-rettigheder til alle turneringerne i US Open Series. Stationen lovede imidlertid kun mindst fire timers dækning på ESPN2 (i 2014 blev dækningen delt mellem ESPN og Tennis Channel), mens resten blev henvist til streaming på ESPN3. Donald Dell kritiserede ESPN for at bruge ESPN3 til at købe sportsrettigheder uden intention om at sende dem på tv, og han udtalte "If you're running a tournament, and it's two million dollars, and sponsorship money in the six million to eight million dollar range, you've got sponsors that don't want to be having only four or six hours on television." Resultatet blev, at Citi Open trak sig fra US Open Series, så turneringen kunne indgå en ny aftale med Tennis Channel. Den fireårige kontrakt til en værdi af $ 2,1 millioner inkluderede 171 timers tv-dækning for hele turneringsugen, og finansiering af forbedrede faciliteter, herunder en anden tv-dækket bane.
I 2019 blev ejerskabet af turneringen overtaget af forretningsmanden Mark Ein, og Citi Open vendte tilbage som en del af US Open Series. Tennis Channel opnåede en femårig forlænge af sine medierettigheder.

## Finaler

### Herresingle
| år   | Vinder                                   | Finalist                                 | Finaleresultat                           |
| ---- | ---------------------------------------- | ---------------------------------------- | ---------------------------------------- |
| 1969 | Thomaz Koch                              | Arthur Ashe                              | 7–5, 9–7, 4–6, 2–6, 6–4                  |
| 1970 | Cliff Richey                             | Arthur Ashe                              | 7–5, 6–1, 6–2                            |
| 1971 | Ken Rosewall                             | Marty Riessen                            | 6–2, 7–5, 6–1                            |
| 1972 | Tony Roche                               | Marty Riessen                            | 3–6, 7–6, 6–4                            |
| 1973 | Arthur Ashe                              | Tom Okker                                | 6–4, 6–2                                 |
| 1974 | Harold Solomon                           | Guillermo Vilas                          | 1–6, 6–3, 6–4                            |
| 1975 | Guillermo Vilas                          | Harold Solomon                           | 6–1, 6–3                                 |
| 1976 | Jimmy Connors                            | Raúl Ramírez                             | 6–2, 6–4                                 |
| 1977 | Guillermo Vilas (2)                      | Brian Gottfried                          | 6–4, 7–5                                 |
| 1978 | Jimmy Connors (2)                        | Eddie Dibbs                              | 7–5, 7–5                                 |
| 1979 | Guillermo Vilas (3)                      | Víctor Pecci Sr.                         | 7–6(4), 7–6(3)                           |
| 1980 | Brian Gottfried                          | José Luis Clerc                          | 7–5, 4–6, 6–4                            |
| 1981 | José Luis Clerc                          | Guillermo Vilas                          | 7–5, 6–2                                 |
| 1982 | Ivan Lendl                               | Jimmy Arias                              | 6–3, 6–3                                 |
| 1983 | José Luis Clerc (2)                      | Jimmy Arias                              | 6–3, 3–6, 6–0                            |
| 1984 | Andrés Gómez                             | Aaron Krickstein                         | 6–2, 6–2                                 |
| 1985 | Yannick Noah                             | Martín Jaite                             | 6–4, 6–3                                 |
| 1986 | Karel Nováček                            | Thierry Tulasne                          | 6–1, 7–6(4)                              |
| 1987 | Ivan Lendl (2)                           | Brad Gilbert                             | 6–1, 6–0                                 |
| 1988 | Jimmy Connors (3)                        | Andrés Gómez                             | 6–1, 6–4                                 |
| 1989 | Tim Mayotte                              | Brad Gilbert                             | 3–6, 6–4, 7–5                            |
| 1990 | Andre Agassi                             | Jim Grabb                                | 6–1, 6–4                                 |
| 1991 | Andre Agassi (2)                         | Petr Korda                               | 6–3, 6–4                                 |
| 1992 | Petr Korda                               | Henrik Holm                              | 6–4, 6–4                                 |
| 1993 | Amos Mansdorf                            | Todd Martin                              | 7–6(3), 7–5                              |
| 1994 | Stefan Edberg                            | Jason Stoltenberg                        | 6–4, 6–2                                 |
| 1995 | Andre Agassi (3)                         | Stefan Edberg                            | 6–4, 2–6, 7–5                            |
| 1996 | Michael Chang                            | Wayne Ferreira                           | 6–2, 6–4                                 |
| 1997 | Michael Chang (2)                        | Petr Korda                               | 5–7, 6–2, 6–1                            |
| 1998 | Andre Agassi (4)                         | Scott Draper                             | 6–2, 6–0                                 |
| 1999 | Andre Agassi (5)                         | Jevgenij Kafelnikov                      | 7–6(3), 6–1                              |
| 2000 | Àlex Corretja                            | Andre Agassi                             | 6–2, 6–3                                 |
| 2001 | Andy Roddick                             | Sjeng Schalken                           | 6–2, 6–3                                 |
| 2002 | James Blake                              | Paradorn Srichaphan                      | 1–6, 7–6(5), 6–4                         |
| 2003 | Tim Henman                               | Fernando González                        | 6–3, 6–4                                 |
| 2004 | Lleyton Hewitt                           | Gilles Müller                            | 6–3, 6–4                                 |
| 2005 | Andy Roddick (2)                         | James Blake                              | 7–5, 6–3                                 |
| 2006 | Arnaud Clément                           | Andy Murray                              | 7–6(3), 6–2                              |
| 2007 | Andy Roddick (3)                         | John Isner                               | 6–4, 7–6(4)                              |
| 2008 | Juan Martín del Potro                    | Viktor Troicki                           | 6–3, 6–3                                 |
| 2009 | Juan Martín del Potro (2)                | Andy Roddick                             | 3–6, 7–5, 7–6(6)                         |
| 2010 | David Nalbandian                         | Marcos Baghdatis                         | 6–2, 7–6(4)                              |
| 2011 | Radek Štěpánek                           | Gaël Monfils                             | 6–4, 6–4                                 |
| 2012 | Aleksandr Dolgopolov                     | Tommy Haas                               | 6–7(7), 6–4, 6–1                         |
| 2013 | Juan Martín del Potro (3)                | John Isner                               | 3–6, 6–1, 6–2                            |
| 2014 | Milos Raonic                             | Vasek Pospisil                           | 6–1, 6–4                                 |
| 2015 | Kei Nishikori                            | John Isner                               | 4–6, 6–4, 6–4                            |
| 2016 | Gaël Monfils                             | Ivo Karlović                             | 5–7, 7–6(6), 6–4                         |
| 2017 | Alexander Zverev                         | Kevin Anderson                           | 6–4, 6–4                                 |
| 2018 | Alexander Zverev (2)                     | Alex de Minaur                           | 6–2, 6–4                                 |
| 2019 | Nick Kyrgios                             | Daniil Medvedev                          | 7–6(6), 7–6(4)                           |
| 2020 | Turnering aflyst pga. COVID-19-pandemien | Turnering aflyst pga. COVID-19-pandemien | Turnering aflyst pga. COVID-19-pandemien |
| 2021 | Jannik Sinner                            | Mackenzie McDonald                       | 7–5, 4–6, 7–5                            |
| 2022 | Nick Kyrgios (2)                         | Yoshihito Nishioka                       | 6–4, 6–3                                 |
| 2023 | Daniel Evans                             | Tallon Griekspoor                        | 7–5, 6–3                                 |
| 2024 | Sebastian Korda                          | Flavio Cobolli                           | 4–6, 6–2, 6–0                            |
| 2025 | Alex de Minaur                           | Alejandro Davidovich Fokina              | 5–7, 6–1, 7–6(7–3)                       |

### Damesingle
| År   | Vinder                                   | Finalist                                 | Finaleresultat                           |
| ---- | ---------------------------------------- | ---------------------------------------- | ---------------------------------------- |
| 2011 | Nadia Petrova                            | Shahar Pe'er                             | 7–5, 6–2                                 |
| 2012 | Magdaléna Rybáriková                     | Anastasija Pavljutjenkova                | 6–1, 6–1                                 |
| 2013 | Magdaléna Rybáriková (2)                 | Andrea Petkovic                          | 6–4, 7–6(2)                              |
| 2014 | Svetlana Kuznetsova                      | Kurumi Nara                              | 6–3, 4–6, 6–4                            |
| 2015 | Sloane Stephens                          | Anastasija Pavljutjenkova                | 6–1, 6–2                                 |
| 2016 | Yanina Wickmayer                         | Lauren Davis                             | 6–4, 6–2                                 |
| 2017 | Jekaterina Makarova                      | Julia Görges                             | 3–6, 7–6(2), 6–0                         |
| 2018 | Svetlana Kuznetsova (2)                  | Donna Vekić                              | 4–6, 7–6(7), 6–2                         |
| 2019 | Jessica Pegula                           | Camila Giorgi                            | 6–2, 6–2                                 |
| 2020 | Turnering aflyst pga. COVID-19-pandemien | Turnering aflyst pga. COVID-19-pandemien | Turnering aflyst pga. COVID-19-pandemien |
| 2021 | Ingen WTA-turnering                      | Ingen WTA-turnering                      | Ingen WTA-turnering                      |
| 2022 | Ljudmila Samsonova                       | Kaia Kanepi                              | 4–6, 6–3, 6–3                            |
| 2023 | Coco Gauff                               | Maria Sakkari                            | 6–2, 6–3                                 |
| 2024 | Paula Badosa                             | Marie Bouzková                           | 6–1, 4–6, 6–4                            |
| 2025 | Leylah Fernandez                         | Anna Kalinskaya                          | 6–1, 6–2                                 |

### Herredouble
| År   | Vindere                                  | Finalister                               | Finaleresultat                           |
| ---- | ---------------------------------------- | ---------------------------------------- | ---------------------------------------- |
| 1969 | Patricio Cornejo Jaime Fillol            | Robert Lutz Stan Smith                   | 4–6, 6–1, 6–4                            |
| 1970 | Bob Hewitt Frew McMillan                 | Ilie Năstase Ion Țiriac                  | 7–5, 6–0                                 |
| 1971 | Tom Okker Marty Riessen                  | Bob Carmichael Ray Ruffels               | 7–6, 6–2                                 |
| 1972 | Tom Okker (2) Marty Riessen (2)          | John Newcombe Tony Roche                 | 3–6, 6–3, 6–2                            |
| 1973 | Ross Case Geoff Masters                  | Dick Crealy Andrew Pattison              | 2–6, 6–1, 6–4                            |
| 1974 | Tom Gorman Marty Riessen (3)             | Patricio Cornejo Jaime Fillol            | 7–5, 6–1                                 |
| 1975 | Robert Lutz Stan Smith                   | Brian Gottfried Raúl Ramírez             | 7–5, 2–6, 6–1                            |
| 1976 | Brian Gottfried Raúl Ramírez             | Arthur Ashe Jimmy Connors                | 6–3, 6–3                                 |
| 1977 | John Alexander Phil Dent                 | Fred McNair Sherwood Stewart             | 7–5, 7–5                                 |
| 1978 | Arthur Ashe Bob Hewitt (2)               | Fred McNair Raúl Ramírez                 | 6–3, 6–4                                 |
| 1979 | Marty Riessen (4) Sherwood Stewart       | Brian Gottfried Raúl Ramírez             | 2–6, 6–3, 6–4                            |
| 1980 | Hans Gildemeister Andrés Gómez           | Gene Mayer Sandy Mayer                   | 6–4, 7–5                                 |
| 1981 | Raúl Ramírez (2) Van Winitsky            | Pavel Složil Ferdi Taygan                | 5–7, 7–6(7), 7–6(6)                      |
| 1982 | Raúl Ramírez (3) Van Winitsky (2)        | Hans Gildemeister Andrés Gómez           | 7–5, 7–6                                 |
| 1983 | Mark Dickson Cássio Motta                | Paul McNamee Ferdi Taygan                | 6–2, 1–6, 6–4                            |
| 1984 | Pavel Složil Ferdi Taygan                | Drew Gitlin Blaine Willenborg            | 7–6, 6–1                                 |
| 1985 | Hans Gildemeister (2) Víctor Pecci       | David Graham Balázs Taróczy              | 6–3, 1–6, 6–4                            |
| 1986 | Hans Gildemeister (3) Andrés Gómez (2)   | Ricardo Acioly César Kist                | 6–3, 7–5                                 |
| 1987 | Gary Donnelly Peter Fleming              | Laurie Warder Blaine Willenborg          | 6–2, 7–6                                 |
| 1988 | Rick Leach Jim Pugh                      | Jorge Lozano Todd Witsken                | 6–3, 6–7, 6–2                            |
| 1989 | Neil Broad Gary Muller                   | Jim Grabb Patrick McEnroe                | 6–7, 7–6, 6–4                            |
| 1990 | Grant Connell Glenn Michibata            | Jorge Lozano Todd Witsken                | 6–3, 6–7, 6–2                            |
| 1991 | Scott Davis David Pate                   | Ken Flach Robert Seguso                  | 6–4, 6–2                                 |
| 1992 | Bret Garnett Jared Palmer                | Ken Flach Todd Witsken                   | 6–2, 6–3                                 |
| 1993 | Byron Black Rick Leach (2)               | Grant Connell Patrick Galbraith          | 6–4, 7–5                                 |
| 1994 | Grant Connell (2) Patrick Galbraith      | Jonas Björkman Jakob Hlasek              | 6–4, 4–6, 6–3                            |
| 1995 | Olivier Delaître Jeff Tarango            | Petr Korda Cyril Suk                     | 1–6, 6–3, 6–2                            |
| 1996 | Grant Connell (3) Scott Davis (2)        | Doug Flach Chris Woodruff                | 7–6, 3–6, 6–3                            |
| 1997 | Luke Jensen Murphy Jensen                | Neville Godwin Fernon Wibier             | 6–4, 6–4                                 |
| 1998 | Grant Stafford Kevin Ullyett             | Wayne Ferreira Patrick Galbraith         | 6–2, 6–4                                 |
| 1999 | Justin Gimelstob Sébastien Lareau        | David Adams John-Laffnie de Jager        | 7–5, 6–7(2), 6–3                         |
| 2000 | Alex O'Brien Jared Palmer (2)            | Andre Agassi Sargis Sargsian             | 7–5, 6–1                                 |
| 2001 | Martin Damm David Prinosil               | Bob Bryan Mike Bryan                     | 7–6(5), 6–3                              |
| 2002 | Wayne Black Kevin Ullyett (2)            | Bob Bryan Mike Bryan                     | 3–6, 6–3, 7–5                            |
| 2003 | Jevgenij Kafelnikov Sargis Sargsian      | Chris Haggard Paul Hanley                | 7–5, 4–6, 6–2                            |
| 2004 | Chris Haggard Robbie Koenig              | Travis Parrott Dmitrij Tursunov          | 7–6(3), 6–1                              |
| 2005 | Bob Bryan Mike Bryan                     | Wayne Black Kevin Ullyett                | 6–4, 6–2                                 |
| 2006 | Bob Bryan (2) Mike Bryan (2)             | Paul Hanley Kevin Ullyett                | 6–3, 5–7, [10–3]                         |
| 2007 | Bob Bryan (3) Mike Bryan (3)             | Jonathan Erlich Andy Ram                 | 7–6(5), 3–6, [10–7]                      |
| 2008 | Marc Gicquel Robert Lindstedt            | Bruno Soares Kevin Ullyett               | 7–6(6), 6–3                              |
| 2009 | Martin Damm (2) Robert Lindstedt (2)     | Mariusz Fyrstenberg Marcin Matkowski     | 7–5, 7–6(3)                              |
| 2010 | Mardy Fish Mark Knowles                  | Tomáš Berdych Radek Štěpánek             | 4–6, 7–6(7), [10–7]                      |
| 2011 | Michaël Llodra Nenad Zimonjić            | Robert Lindstedt Horia Tecău             | 6–7(3), 7–6(6), [10–7]                   |
| 2012 | Treat Conrad Huey Dominic Inglot         | Kevin Anderson Sam Querrey               | 7–6(7), 6–7(9), [10–5]                   |
| 2013 | Julien Benneteau Nenad Zimonjić (2)      | Mardy Fish Radek Štěpánek                | 7–6(5), 7–5                              |
| 2014 | Jean-Julien Rojer Horia Tecău            | Sam Groth Leander Paes                   | 7–5, 6–4                                 |
| 2015 | Bob Bryan (4) Mike Bryan (4)             | Ivan Dodig Marcelo Melo                  | 6–4, 6–2                                 |
| 2016 | Daniel Nestor Édouard Roger-Vasselin     | Łukasz Kubot Alexander Peya              | 7–6(3), 7–6(4)                           |
| 2017 | Henri Kontinen John Peers                | Łukasz Kubot Marcelo Melo                | 7–6(5), 6–4                              |
| 2018 | Jamie Murray Bruno Soares                | Mike Bryan Édouard Roger-Vasselin        | 3–6, 6–3, [10–4]                         |
| 2019 | Raven Klaasen Michael Venus              | Jean-Julien Rojer Horia Tecău            | 3–6, 6–3, [10–2]                         |
| 2020 | Turnering aflyst pga. COVID-19-pandemien | Turnering aflyst pga. COVID-19-pandemien | Turnering aflyst pga. COVID-19-pandemien |
| 2021 | Raven Klaasen Ben McLachlan              | Neal Skupski Michael Venus               | 7–6(4), 6–4                              |
| 2022 | Nick Kyrgios Jack Sock                   | Ivan Dodig Austin Krajicek               | 7–5, 6–4                                 |
| 2023 | Máximo González Andrés Molteni           | Mackenzie McDonald Ben Shelton           | 6–7(4), 6–2, [10–6]                      |
| 2024 | Nathaniel Lammons Jackson Withrow        | Rafael Matos Marcelo Melo                | 7–5, 6–3                                 |
| 2025 | Simone Bolelli Andrea Vavassori          | Hugo Nys Édouard Roger-Vasselin          | 6–3, 6–4                                 |

### Damedouble
| År   | Vindere                                  | Finalister                               | Finaleresultat                           |
| ---- | ---------------------------------------- | ---------------------------------------- | ---------------------------------------- |
| 2011 | Sania Mirza Jaroslava Sjvedova           | Olga Govortsova Alla Kudrjavtseva        | 6–3, 6–3                                 |
| 2012 | Shuko Aoyama Chang Kai-chen              | Irina Falconi Chanelle Scheepers         | 7–5, 6–2                                 |
| 2013 | Shuko Aoyama (2) Vera Dusjevina          | Eugenie Bouchard Taylor Townsend         | 6–3, 6–3                                 |
| 2014 | Shuko Aoyama (3) Gabriela Dabrowski      | Hiroko Kuwata Kurumi Nara                | 6–1, 6–2                                 |
| 2015 | Belinda Bencic Kristina Mladenovic       | Lara Arruabarrena Andreja Klepač         | 7–5, 7–6(7)                              |
| 2016 | Monica Niculescu Yanina Wickmayer        | Shuko Aoyama Risa Ozaki                  | 6–4, 6–3                                 |
| 2017 | Shuko Aoyama (4) Renata Voráčová         | Eugenie Bouchard Sloane Stephens         | 6–3, 6–2                                 |
| 2018 | Han Xinyun Darija Jurak                  | Alexa Guarachi Erin Routliffe            | 6–3, 6–2                                 |
| 2019 | Catherine McNally Coco Gauff             | Maria Sanchez Fanny Stollar              | 6–2, 6–2                                 |
| 2020 | Turnering aflyst pga. COVID-19-pandemien | Turnering aflyst pga. COVID-19-pandemien | Turnering aflyst pga. COVID-19-pandemien |
| 2021 | Ingen WTA-turnering                      | Ingen WTA-turnering                      | Ingen WTA-turnering                      |
| 2022 | Jessica Pegula Erin Routliffe            | Anna Kalinskaja Catherine McNally        | 6–3, 5–7, [12–10]                        |
| 2023 | Laura Siegemund Vera Zvonarjova          | Alexa Guarachi Monica Niculescu          | 6–4, 6–4                                 |
| 2024 | Asia Muhammad Taylor Townsend            | Jiang Xinyu Wu Fang-Hsien                | 7–6(0), 6–3                              |
| 2025 | Taylor Townsend (2) Zhang Shuai          | Caroline Dolehide Sofia Kenin            | 6–1, 6–1                                 |